# Arthezé
Arthezé ist eine französische Gemeinde mit 351 Einwohnern (Stand: 1. Januar 2022) im Département Sarthe in der Region Pays de la Loire. Sie gehört zum Arrondissement La Flèche und zum Kanton La Flèche (bis 2015: Kanton Malicorne-sur-Sarthe). Die Einwohner werden Arthezéens genannt.

## Geographie
Arthezé liegt etwa 26 Kilometer südwestlich von Le Mans. Umgeben wird Arthezé von den Nachbargemeinden Malicorne-sur-Sarthe im Norden und Osten, Bousse im Osten und Südosten, Villaines-sous-Malicorne im Süden, Le Bailleul im Westen und Südwesten sowie Parcé-sur-Sarthe im Nordwesten.

## Bevölkerungsentwicklung
| 1962                       | 1968 | 1975 | 1982 | 1990 | 1999 | 2006 | 2017 | 2020 |
| -------------------------- | ---- | ---- | ---- | ---- | ---- | ---- | ---- | ---- |
| 308                        | 300  | 284  | 286  | 281  | 292  | 344  | 392  | 358  |
| Quellen: Cassini und INSEE |      |      |      |      |      |      |      |      |

## Sehenswürdigkeiten

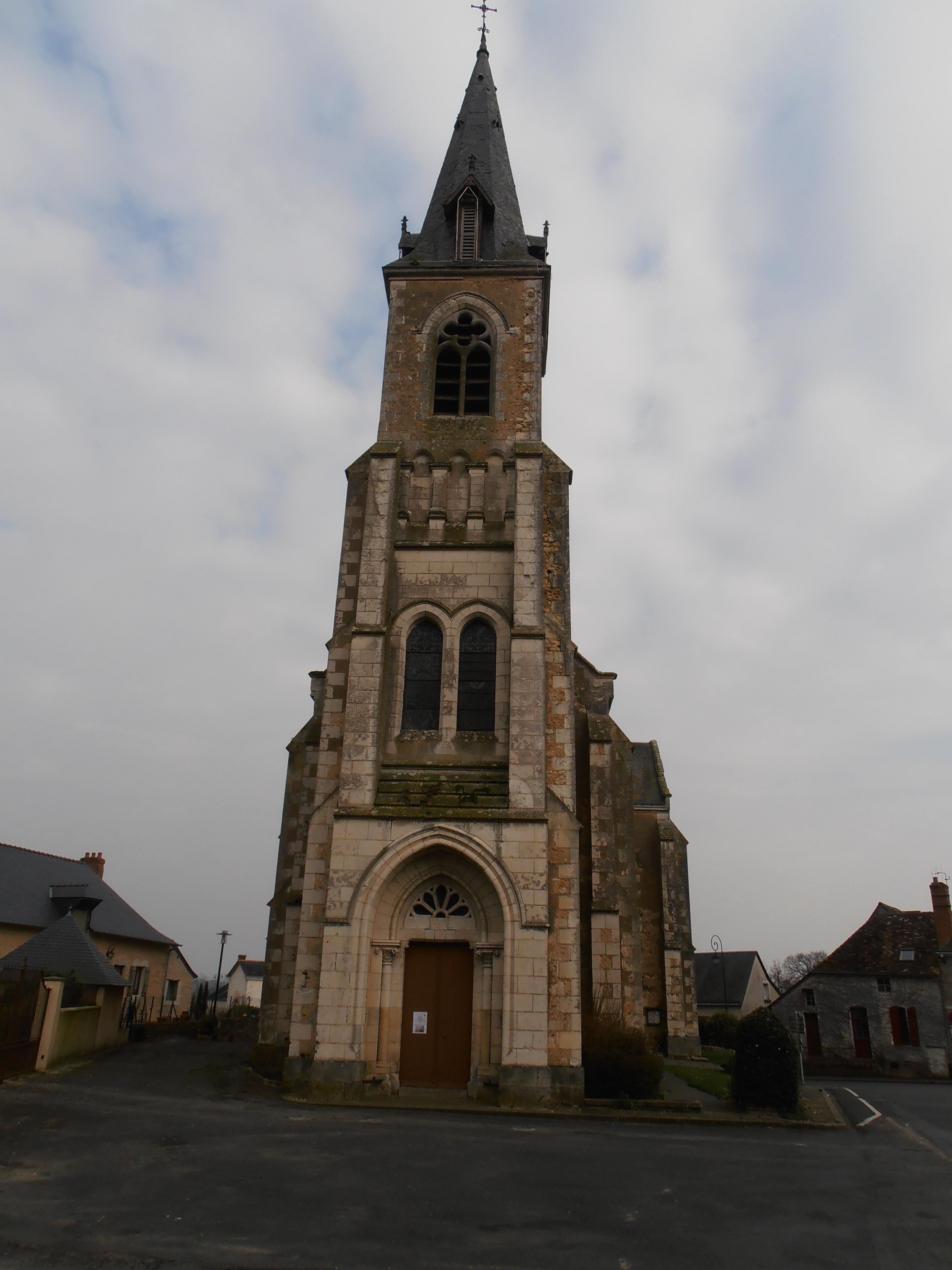
Kirche Saint-Jean-Baptiste

- Kirche Saint-Jean-Baptiste